# 山名熙貴
山名 熙貴（やまな ひろたか、生年不詳 - 嘉吉元年6月24日（1441年7月12日））は、室町時代の武将、守護大名。石見守護。山名氏家の子。山名教清（常勝）の養子か。子に娘（大内教弘室）、娘（細川勝元室）。官位は中務大輔。通称は小次郎。

## 経歴
父は因幡守護であったため、本来はその地位を継ぐ立場であったが、別系統の山名熙高が因幡守護を継いでいる。熙貴（小次郎）が足利義持の近習として記録上に登場するのは応永31年（1424年）のことで、それよりも16年も前にあたる応永15年（1408年）には既に煕高が因幡守護として活動しているため、氏家が死去したときに熙貴が幼少であった可能性が考えられるが、氏家の没年と熙貴の生年が不明であるため確定できない。熙貴は惣領である山名時煕から一字を与えられて室町幕府の番衆を務め、足利義教の近習を引き続き務めた。
永享9年（1437年）に石見守護に補任されている。従来の通説では前守護である山名教清（常勝）の領国経営の不振によって、6代将軍足利義教の命令で交替させられたと言われてきたが、教清と煕貴が養子縁組をしていたとする史料が存在すること、教清の嫡男で最終的にその後継者となった山名政清が生まれたのが永享11年（1439年）であることから、当時後継者がいなかった教清が義教の意向に従って煕貴を養子に迎えて守護職に譲ったのが実情であったと考えられている。
嘉吉元年（1441年）、足利義教と共に赤松満祐の屋敷に訪れた際に義教と共に殺害された（嘉吉の乱）。多くの大名が逃げ惑う中で義教を守るために最後まで戦って首を切り落とされたという。このため、出家して常勝と称していた教清が石見守護に復帰して同族の山名宗全・山名教之らと満祐討伐で功績を挙げ、戦功で美作国を与えられた。
熙貴の2人の娘は教清に引き取られ、それぞれ宗全の養女として大内教弘、細川勝元に嫁いだ。また、宗全の息子勝豊が熙貴の養子となり因幡守護を継いだとされているが、熙貴は因幡守護に就いていないため、同族の因幡守護山名熙高と混同されている可能性がある。